# Апостол Дограмаджиев
Апостол Дограмаджиев, известен като Антиката, е български революционер, участник в националноосвободителното движение на българите в Македония и Одринска Тракия.

## Биография
Апостол Дограмаджиев е роден в 1882 година в град Нова Загора, Източна Румелия. Завършва прогимназия и става член на Върховния македоно-одрински комитет. По време на Илинденско-Преображенското въстание е четник в четата на поручик Димитър Зографов.
След избухването на Балканската война в 1912 година Дограмаджиев е войвода на партизанска чета №45 на Македоно-одринското опълчение, действаща в Западна Тракия - Софлийско и Дедеагачко.
| Чета № 45 на МОО с командир Апостол Дограмаджиев | Чета № 45 на МОО с командир Апостол Дограмаджиев | Чета № 45 на МОО с командир Апостол Дограмаджиев | Чета № 45 на МОО с командир Апостол Дограмаджиев | Чета № 45 на МОО с командир Апостол Дограмаджиев | Чета № 45 на МОО с командир Апостол Дограмаджиев |
| Номер                                            | Име                                              | Години                                           | Околия                                           | Селище                                           | Бележки                                          |
| ------------------------------------------------ | ------------------------------------------------ | ------------------------------------------------ | ------------------------------------------------ | ------------------------------------------------ | ------------------------------------------------ |
|                                                  | Васил П. Бакалов                                 | 19                                               | Харманлийско                                     | Харманли                                         |                                                  |
|                                                  | Делчо Кирев Петров                               | 20                                               | Хасковско                                        | Брястово                                         |                                                  |
|                                                  | Нико Янков                                       | 20                                               | Дедеагачко                                       | Балъкьой                                         |                                                  |
|                                                  | Ради Кузев                                       | 30                                               | Харманлийско                                     | Болярски извор                                   |                                                  |
|                                                  | Руси Славов                                      | 26                                               | Новозагорско                                     | Нова Загора                                      |                                                  |

Занимава се с журналистика и от 1910 до 1931 година издава вестник „Политическо съзнание“ в Нова Загора, а през 1913 година в София вестник „Кукуригу“. Умира на 2 юни 1935 година в Нова Загора.